# Witenes
Witenes (lit. Vytenis, brus. Віцень zm. 1316) – wielki książę litewski w latach 1295–1316, starszy brat (najprawdopodobniej stryjeczny) Giedymina.
Pochodzenie Witenesa jest dyskusyjne. Część badaczy uważa go za syna Butywida (Pukuwera).
Z woli ojca w 1292 najechał Kujawy, a w 1294 roku Mazowsze. Wielkim księciem litewskim został między latem 1294 (wtedy żył jeszcze jego ojciec) a 1296.
W konsekwencji namówienia przez księcia Bolesława II mazowieckiego, Witenes z 1800 wojownikami dotarł do Łęczycy, gdzie w Zielone Świątki 1293 (albo 1294) zdobył warowną kolegiatę w Tumie; część ludności, która się schroniła w kościele powiódł ze sobą w niewolę, a pozostałych 400 zamordował. W pościg za nimi ruszył Kazimierz II łęczycki, ale książę mazowiecki Bolesław doprowadził do zawieszenia broni. Następnie Litwini zerwali rozejm i w bitwie pod Trojanowem rozgromili ścigające ich wojska Kazimierza łęczyckiego, który poległ podczas bitwy.
W 1296, 1300, 1302 i 1306 najeżdżał ziemie polskie. W 1306 r. dotarł aż pod Kalisz, który znacznie spustoszył.
Musiał toczyć ciężkie walki z Krzyżakami. Ci ostatni w latach 1297–1315 zorganizowali co najmniej 27 wypraw na Litwę. W 1298 roku wmieszał się w konflikt między Rygą a zakonem krzyżackim. Ryżanie żyjący z handlu z Litwą i Połockiem chętnie wspierali Litwinów w walce z Krzyżakami. Sojusz Litwy z Rygą osłabił poczynania Zakonu. Z kolei Krzyżacy usiłowali podburzyć możnych żmudzkich i lud przeciwko władcy Litwy, tak, że wielki książę musiał uśmierzać bunt swoich poddanych. W konsekwencji Witenes najechał posiadłości zakonne zajął zamek Korkhaus i rozbił Krzyżaków w bitwie pod Turaidą (Trejderą). Interwencja nie zakończył się jednak sukcesem, gdyż w wyniku wsparcia pruskiej gałęzi zakonu krzyżackiego Litwini zostali rozbici w krwawej bitwie pod Neuermühlen.
Wojska Witenesa pobite zostały na Krwawej Górze koło Wopławek 28 kwietnia 1311 r. przez marszałka zakonu krzyżackiego Heinricha von Plötzkaua. Krzyżacy odbili 1200 jeńców uprowadzonych z Warmii (między innymi Litwini spalili tam miasto Lidzbark), a z czterotysięcznego oddziału litewskiego udało się zbiec tylko kilkudziesięciu wojom.
Bitwa odbyła się obok osady Góry (niem. Uri), a zakończyła przy osadzie Strzyże (niem. Streitz). Niedaleko tej osady przypuszczalnie znajdowała się kaplica związana z polem bitwy, o której zapomniano w czasie reformacji. Obok osady Góry w kępie drzew (dawny cmentarz) znajduje się głaz z wykutą datą „1311” oraz dwoma skrzyżowanymi mieczami.
W muzeum w Kętrzynie znajdują się znaleziska z pola bitwy: topory bojowe i groty strzał.
Ruskie źródła milczą o działaniach litewskich na Rusi za panowania Witenesa, stąd przypuszcza się, że na wschodzie prowadził politykę ugodową.
Zmarł w roku 1316, wedle legendy rażony piorunem na dowód wielkiej łaski Perkuna. Pochówek odbył się zgodnie z obyczajem pogańskim: ubrany w zbroję, z koniem i niewolnikami został spalony na stosie.